# Mountain Dew

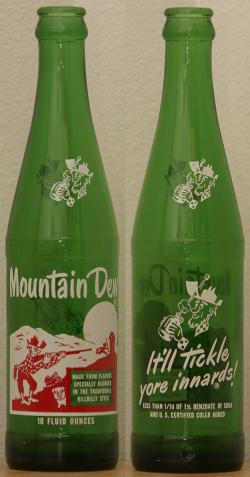
Botellas antiguas de Mountain Dew.

Mountain Dew (en inglés literalmente «Rocío de montaña» y a veces abreviado como Mtn Dew) es un refresco cítrico fabricado por la compañía PepsiCo. En un principio se promocionó en 1948 solo en el estado de Carolina del Norte, en los Estados Unidos. Desde 1964 lo hizo en todo ese país.

## Origen
Los embotelladores de Tennessee, Barney y Ally Hartman, desarrollaron Mountain Dew como mezclador en la década de 1940.
Los refrescos se vendían a nivel regional en la década de 1930, y los Hartman tenían dificultades en Knoxville para obtener su refresco preferido para mezclar con licor, preferiblemente whisky, por lo que los dos desarrollaron el suyo propio. Originalmente un término de la jerga del siglo XIX para el whisky, especialmente el whisky escocés Highland, el nombre Mountain Dew fue registrado como marca para el refresco en 1948. Charles Gordon, que se había asociado con William Swartz para embotellar y promocionar Dr. Enuf, conoció Mountain Dew cuando conoció a los hermanos Hartman en un tren y le ofrecieron una muestra. Gordon y los hermanos Hartman posteriormente hicieron un trato para embotellar Mountain Dew con Tri-Cities Beverage Corporation en Johnson City, Tennessee. Los hermanos Hartman también le pidieron a Coca-Cola su opinión sobre su refresco. The Coca-Cola Company rechazó su oferta. Tip Corporation de Marion, Virginia, compró los derechos de Mountain Dew, revisó el sabor y lo lanzó en 1961. En 1964, Pepsico compró Tip Corporation y así adquirió los derechos de Mountain Dew. En 1999, la legislatura de Virginia reconoció a Bill Jones y al Pueblo de Marion por su papel en la historia de Mountain Dew.
"Mountain Dew" era originalmente la jerga sureña y/o escocesa/irlandesa para el alcohol ilegal (es decir, whisky casero o poitín) como se menciona en la canción popular irlandesa The Rare Old Mountain Dew que data de 1882. Usarlo como nombre para el refresco era originalmente sugerido por Carl E. Retzke en una reunión de Owens-Illinois Inc. en Toledo, Ohio, y Ally y Barney Hartman lo registraron por primera vez en la década de 1940. Las primeras botellas y letreros llevaron la referencia hacia adelante al mostrar un hillbilly estilizado de dibujos animados. Los primeros bocetos de las etiquetas originales de las botellas de Mountain Dew fueron ideados en 1948 por John Brichetto, y la representación en el empaque del producto ha cambiado en varios puntos de la historia de la bebida.

## Ingredientes
Mountain Dew es frecuentemente criticado por los expertos en salud debido a su elevado contenido en cafeína (y por ello fue lanzado a los mercados australiano y canadiense sin tener incluida la cafeína en su fórmula). Mountain Dew también contiene tartrazina (se llama "FD&C Amarillo No. 5" en los EE. UU.), la cual puede causar una reacción alérgica en algunas personas. La versión "light" contiene aspartamo.
En su mercado principal de los Estados Unidos, la composición de ingredientes de Mountain Dew se enumera como: "agua carbonatada, jarabe de maíz con alto contenido de fructosa (en gran parte de los EE. UU.), jugo de naranja concentrado, ácido cítrico, sabores naturales, benzoato de sodio, cafeína, citrato de sodio, ácido eritórbico, goma arábiga, ácido etilendiaminotetraacético y 5 amarillo".
La composición de los ingredientes de Mountain Dew varía según el país de producción. Por ejemplo, en Canadá, el edulcorante enumerado es "glucosa-fructosa" (otro nombre para el jarabe de maíz con alto contenido de fructosa), y hasta 2012 no contenía cafeína por defecto. Anteriormente, la composición incluía aceite vegetal bromado, un emulsionante prohibido en los alimentos en toda Europa y Japón. A partir de 2020, se eliminó este ingrediente.
En respuesta a la publicidad negativa sobre el jarabe de maíz con alto contenido de fructosa, PepsiCo lanzó en 2009 una producción limitada de Mountain Dew Throwback, una variación que consiste en azúcar en lugar de jarabe de maíz con alto contenido de fructosa. Posteriormente, Mountain Dew Throwback fue relanzado por períodos breves (generalmente de 8 a 12 semanas a la vez), incluida una segunda ola de diciembre de 2009 a febrero de 2010 y una tercera ola en el verano y el otoño de 2010. Una cuarta producción de 8 semanas comenzó en marzo de 2011, antes de que se convirtiera en una adición permanente a la línea de sabores de Mountain Dew. Una lata de 12 onzas líquidas estadounidenses (355 ml) de Mountain Dew contiene 54 mg de cafeína (equivalente a 152 mg/L).

## Países en donde está disponible
- Alemania
- Argentina, llegó al país en 1981 y fue discontinuada en 1982.
- Australia
- Bolivia
- Brasil, disponible durante algunos años en los 80 y a principios de los 2000, relanzado también en 2015.
- Canadá
- Colombia, desde 2011.
- Chile, desde 2019.
- Corea del Sur
- Costa Rica
- Egipto
- El Salvador, desde 2014.
- Emiratos Árabes Unidos
- España, disponible durante algunos años a principios de los 2000, y relanzado en 2015.
- Estados Unidos
- Filipinas, desde 2014.
- Finlandia, desde 2002.
- Georgia, desde enero de 2000.
- Guatemala
- Honduras, desde 2013.
- Islandia, desde 2002.
- Japón
- Kuwait
- Líbano
- Malta, desde 2005
- Nicaragua, vendido por supermercados La Colonia.
- Noruega, desde 2005.
- Omán, desde 2003.
- Países Bajos
- Pakistán
- Panamá
- Perú
- Puerto Rico
- Polonia, desde 2002.
- Reino Unido.
- República Dominicana vendidos por los supermercados La sirena, Nacional y Bravo.
- Rumanía, desde 2003.
- Rusia
- Serbia, desde 2019.
- Singapur, desde 2009.
- Siria
- Suiza
- Ucrania

## Patrocinio
PepsiCo (entonces The Pepsi-Cola Company) adquirió la marca Mountain Dew en 1964, y poco después, en 1969, se modificó el logotipo a medida que la empresa buscaba cambiar su enfoque hacia una generación "más joven y al aire libre". Esta dirección continuó ya que el logotipo permaneció igual durante las décadas de 1970 y 1980. En 1996, PepsiCo comenzó a usar una estrategia que ya estaba usando con su bebida de cola insignia, Pepsi, cambiando el logotipo de Mountain Dew cada pocos años. Se introdujeron nuevos logotipos en 1996, 1998 y 2005. En octubre de 2008, el logotipo de Mountain Dew se rediseñó a "Mtn Dew" en el mercado estadounidense, como resultado de que PepsiCo anunciara que cambiaría el nombre de sus principales productos de refrescos carbonatados a principios de 2009. Sin embargo, los sabores variantes continuaron usando el diseño anterior hasta mayo de 2011, cuando se anunció que las variantes de sabor "Code Red", "LiveWire", "Voltage" y "Baja Blast" recibirían un empaque rediseñado, incluidos nuevos logotipos. para corresponder con el estilo "Mtn Dew".
Inicialmente se promocionó con la frase «0% Moonshine», indicando de forma humorística que no contenía alcohol. Además, también lo hizo con dibujos de montañeses en las botellas hasta 1973. Actualmente, el marketing es completamente diferente: el público objetivo son los jóvenes de entre 20 y 30 años, y las campañas publicitarias del producto lo asocian con los deportes extremos.

### Amp Energy
Amp Energy es una bebida energética distribuida por PepsiCo bajo la marca Mountain Dew. Lanzado en 2001, Amp se conocía originalmente como "Mountain Dew AMP". De 2007 a 2008, se introdujeron varios sabores adicionales de Amp. En 2012, el etiquetado y los ingredientes de AMP cambiaron, al igual que el sabor y el atractivo, según los fanáticos. La marca Mountain Dew también se eliminó de las latas durante este cambio.